# Semana
Semana és una revista setmanal que es va fundar el 27 de febrer de 1940 als tallers de l'editorial Rivadeneyra, propietat de Luis Montiel.

## Història
El director de l'editorial Rivadeneyra va ser el cofundador de Semana, Manuel Halcón. El seu primer soci va ser Manuel Aznar, avi de l'expresident del govern José María Aznar. Els dos havien treballat junts a publicacions franquistes durant la guerra civil, com Vértice, i volien formar una empresa pròpia per tornar a crear una base econòmica amb el canvi de règim.
L'estil havia d'estar més proper a la narració literària que a l'escrit informatiu pur i Halcón no volia que s'associés la revista a una publicació de societat: “ De societat no, d'informació gràfica i cultural referent a temes actuals. No res més. Sabia que no m’haguessis deixar fer altra cosa. I potser no hauria servit per fer una altra cosa.”
Aquestes van ser les seves paraules durant una entrevista concedida anys més tard a Ruiz-Copete sobre el naixement de Semana. L'any 1946 Manuel Aznar obté un lloc com a diplomàtic a l'estranger i Manuel Halcón es fa amb la direcció de la revista, fins llavors en possessió d'Aznar. Luis Montiel esdevé el nou soci. La revista es converteix aleshores en l'únic mitjà lucratiu per a Halcón, que anomena manyagosament ‘Mi Semana Santa’ a la publicació.
Al cap dz pocs anys el succés fa convertir el projecte en grup de comunicació: Semana SL i el 1964 Luis Montiel es fa amb el grup al complet. Dos anys més tard el mateix Montiel funda el diari esportiu AS, segon diari d'esports més venut actualment. La família Montiel continu amb les dues publicacions fins que el 1996 les ven a PRISA. La revista Semana, però, no acaba d'agradar i torna a pertànyer a Semana SL, que la posseeix en l'actualitat.
La publicació va derivar de la temàtica cultural i històrica cap a la premsa rosa. De fet, ara mateix és la tercera publicació del cor amb més difusió, per darrere d'Hola i Pronto. Semana té seccions de moda, estil de vida i apartats dedicats a les cases reials europees.

## Temàtica
En els seus inicis era una publicació de caràcter històric i social. Hi havia una secció per les cases reials europees, on hi trobàvem reportatges i entrevistes amb l'aristocràcia. A més, també comptava amb una secció d'història, dedicada exclusivament a fer reportatges d'actualitat bèl·lica. Dues planes dedicades a l'actualitat espanyola i molta publicitat. Ara, en canvi, només produeix continguts del cor. Casa Reial espanyola, cases reials europees i personatges públics del continent, amb especial atenció als que tenen una relació especial amb Espanya.